# Indobatis ori
Indobatis ori, là một loài thuộc họ Anacanthobatidae sinh sống tự nhiên trên vùng biển Ấn Độ Dương từ Madagascar và Mozambique. Chúng sống tại rìa lục địa ở độ sâu từ 1.000 đến 1.725 mét (3.281 đến 5.659 ft). Loài này có thể đạt kích thước lên tới 21 xentimét (8,3 in) chiều dài. Indobatis ori có màu tối, xám đen hoặc hơi nâu ở mặt lưng, mặt bụng của chúng có màu sáng hơn.